# Burgundské války
Burgundské války byly sérií konfliktů mezi Burgundskými státy a Starou švýcarskou konfederací. Probíhaly v letech 1474–1477 a Švýcaři v nich zvítězili. Hlavním spojencem Burgunďanů bylo Savojské vévodství, Švýcaři bojovali po boku Lotrinského vévodství, zejména jeho vévoda René II. Lotrinský se v bojích proslavil. Burgunďané chtěli ovládnutím Lotrinska zcelit své nizozemské a burgundské državy v souvislý státní celek. Burgundský vévoda Karel Smělý ale ve válce padl, konkrétně v bitvě u Nancy roku 1477, která celou válku rozhodla. Navíc zemřel bez mužských dědiců. Vítězství Švýcarů vedlo k posílení nezávislosti jejich konfederace a mělo naopak drtivý dopad na Burgundsko, které se de facto rozpadlo. Jedna jeho část, ta jižnější, se stala součástí Francouzského království, sever – burgundské Nizozemí a Franche-Comté – zdědila Karlova dcera Marie Burgundská a po jejím sňatku s Maxmiliánem I., císařem Svaté říše římské, se dostala do rukou Habsburků. Vzniklo tak Habsburské Nizozemí. Burgundské války tak zamezily možnosti, že by na severozápadě Evropy mohl vzniknout silný konkurent Francie a Svaté říše římské, který by sjednotil území Nizozemí a dnešní severní Francie, čímž ve vývoji západní Evropy hrají klíčovou roli. Francouzi i Habsburkové si byli geopolitického významu konfliktu vědomi a silně Švýcary a Lotrince finančně podpořili. Vítězství Konfederace nad jednou z nejmocnějších vojenských sil v Evropě jí získalo pověst téměř neporazitelné síly, zejména kupříkladu bitva u Grandsonu z roku 1776 se stala pověstnou. Burgundské války tak znamenaly začátek vzestupu švýcarských žoldnéřů na bojištích Evropy. Sama Konfederace si ale nepřipsala téměř žádné územní zisky, mj. proto, že ji brzy zachvátily vnitřní spory mezi kantony o to, kdo se o vítězství více zasloužil a komu mají tudíž jít výnosy z války.